# کامران الهیان
کامران الهیان (فارسی: کامران الهیان؛ زادهٔ ۱۹۵۴) کارآفرین ایرانی آمریکایی است که ریاست هیئت مدیره گلوبال کتلیست پارتنرز را بر عهده دارد. این شرکت یک شرکت بین‌المللی، متمرکز بر فناوری است و در شرکت‌های پیشرو در فناوری، کشورهای ایالات متحده آمریکا، جمهوری خلق چین، ژاپن و اسرائیل سرمایه‌گذاری کرده است.

## اوایل زندگی و تحصیلات
الهیان در سال ۱۹۵۴ در تهران متولد شد. او پیش از انقلاب ۱۳۵۷ ایران به آمریکا مهاجرت کرد. او لیسانس علوم رایانه، ریاضیات و فوق لیسانس مهندسی در گرافیک رایانه‌ای را از دانشگاه یوتا گرفت.
الهیان از جمله مؤسسین شرکت‌هایی چون سیرس لاجیک و پلنتوب است.